# Großsteingrab Stenløse By 3
Das Großsteingrab Stenløse By 3 war eine megalithische Grabanlage der jungsteinzeitlichen Nordgruppe der Trichterbecherkultur im Kirchspiel Stenløse in der dänischen Kommune Egedal. Es wurde im 19. oder frühen 20. Jahrhundert zerstört.

## Lage
Das Grab lag südwestlich von Stenløse auf dem Gelände des Værebro Golfcenter. In der näheren Umgebung gibt bzw. gab es zahlreiche weitere megalithische Grabanlagen.

## Forschungsgeschichte
Im Jahr 1875 führten Mitarbeiter des Dänischen Nationalmuseums eine Dokumentation der Fundstelle durch. Bei einer weiteren Dokumentation im Jahr 1942 waren keine baulichen Überreste mehr auszumachen.

## Beschreibung
Die Anlage besaß eine Grabkammer mit rechteckigem Grundriss, die wohl als Dolmen anzusprechen ist. 1875 waren noch zwei Wandsteine und ein abgewälzter Deckstein erhalten. Die Kammer stand auf einem flachen Hügel unbekannter Form und Größe. Ob sie ursprünglich überhügelt war, ist unklar. Sie wird als freistehend beschrieben. Zu den Maßen und der Orientierung der Kammer liegen keine Angaben vor.